# قائمة حيوانات السودان وجنوب السودان

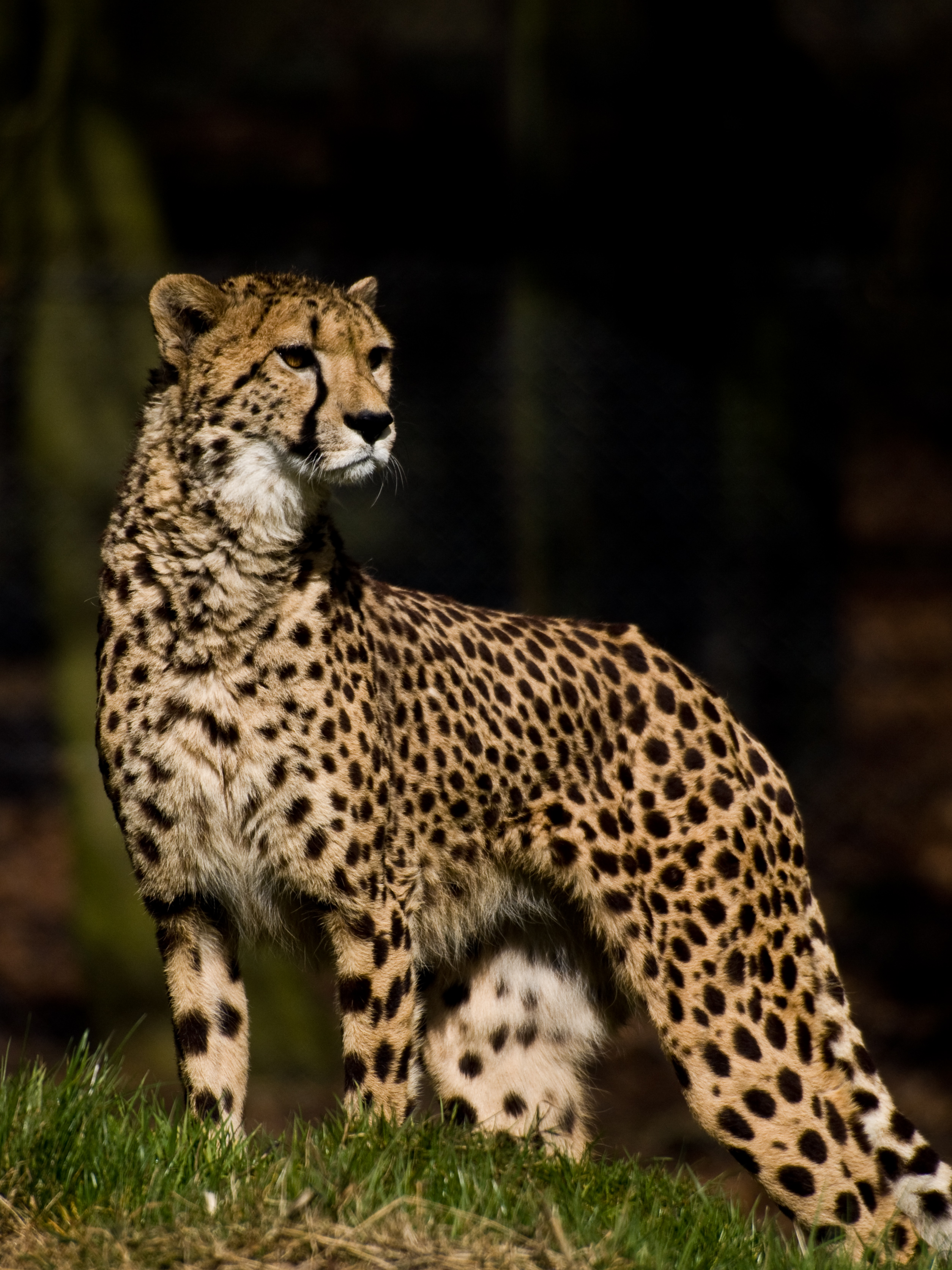
الفهد السوداني

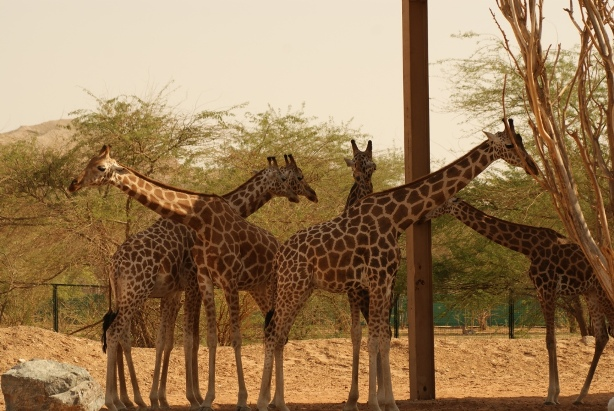
الزرافة النوبية

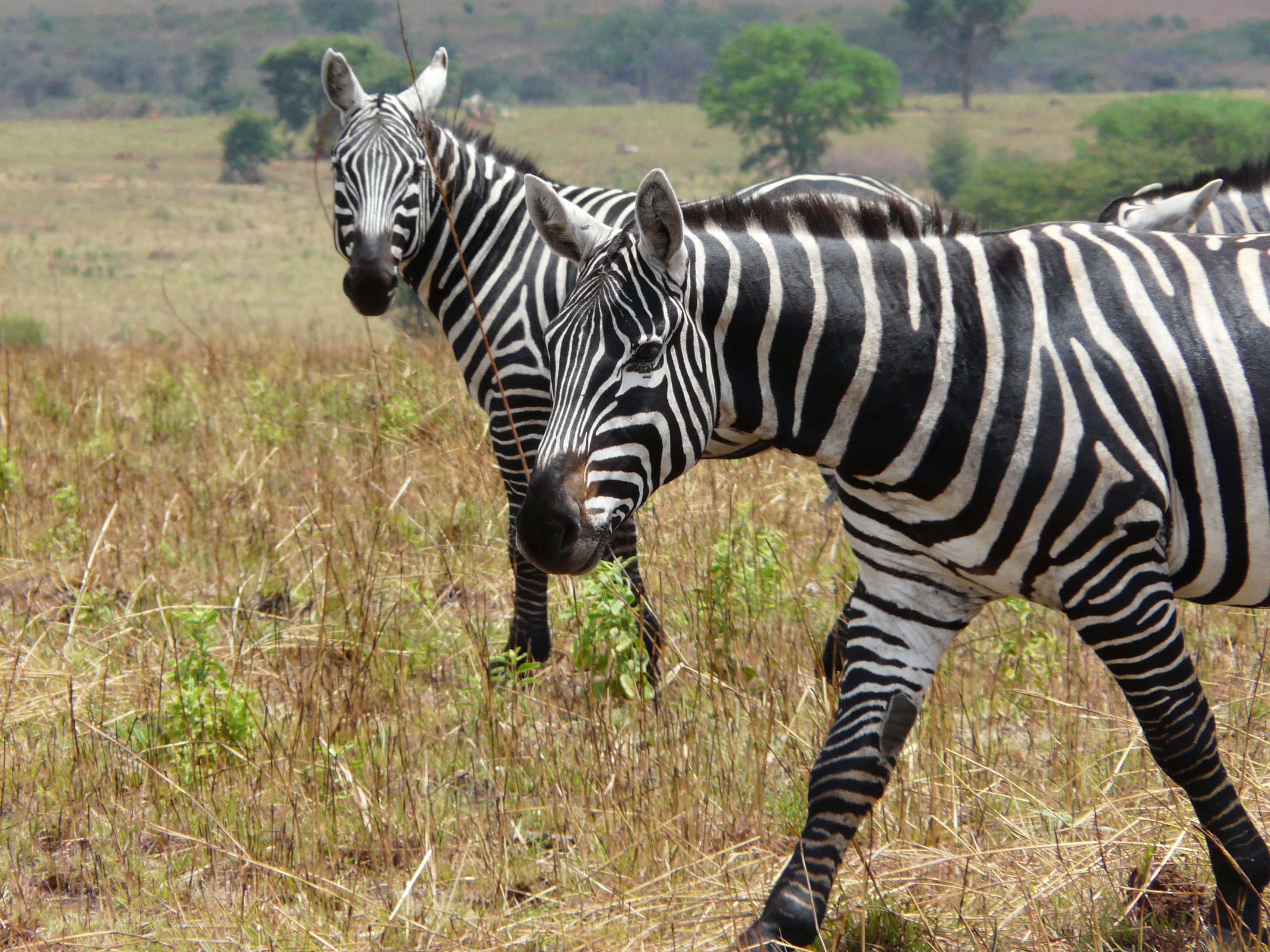
أحد أنواع حمار الزرد السهلي

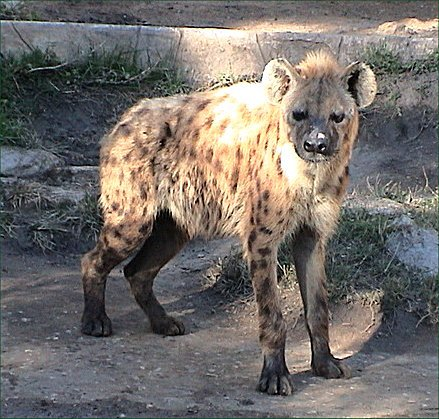
ضبع رقطاء

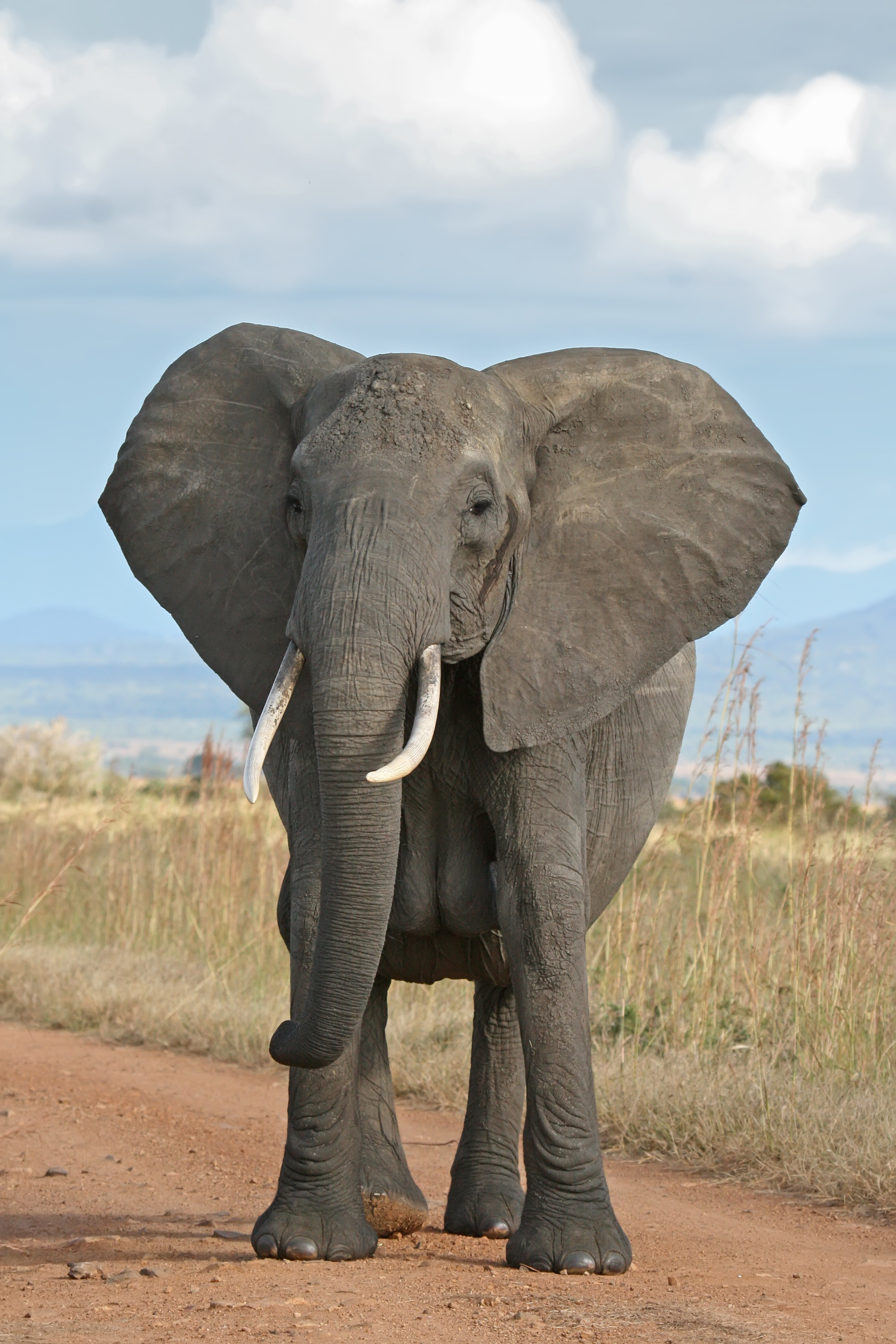
الفيل الأفريقي بوش

تشمل حيوانات السودان وجنوب السودان:
- خنزير الأرض
- ذئب الأرض
- جاموس أفريقي
- الفيل الأفريقي بوش
- الزباد الأفريقي
- الذئب الذهبي الأفريقي
- النمر الأفريقي
- ثعبان الكرة
- النمس النطاقات
- أسد
- الأغنام البربرية
- ابن آوى الأسود
- ديكر أزرق
- ريدبك بوهور
- بونغو
- ظبي ذو رداء[الإنجليزية]
- وبر صخري
- لقب مشترك
- جين مشترك
- أسد الكونغو
- داما غزال
- غزال دوركاس
- أبقار
- جيمسبوك
- إلاند العملاق
- خنزير الغابات العملاقة
- غزال غرانت
- حمار وحشي غرانت
- كودو الكبرى
- حمار زرد غريفي
- هارتبست
- فرس نهر
- وثاب الصخور
- كوب (حيوان)
- حمار زرد عديم العرف
- نمس مارش
- النيل ليشوي
- نعامة شمال أفريقيا
- وحيد القرن الأبيض الشمالي
- الزرافة النوبية
- حمار بري نوبي
- أوكابي
- أوريبي
- الثعلب الشاحب
- حمار وحشي سهل
- ثعلب احمر
- خنزير النهر الأحمر
- الظباء روان
- زرافة روتشيلد
- ثعلب روبل
- ابن آوى مخطط
- ظبي السبخة
- حمار بري صومالي
- كلب بري صومالي
- الضبع المرقط
- ضبع مخطط
- الفهد السوداني
- بنغول أرضي
- غزال طومسون
- خنازير تؤلولية
- ظبي الماء
- الثنائي المدعوم باللون الأصفر

## أنظر ايضا
- قائمة الزواحف في السودان